# Тиква (Нова Варош)
Тиква је насеље у Србији у општини Нова Варош у Златиборском округу на територији катастарске општине Тиква. Новоформирано насеље Тиква је настало издвајањем дела насеља из насељеног места Нова Варош, мада је у евиденцији регистра просторних јединица РЗС погрешно наведено да је настало издвајањем из насељеног места Штитково. Промена је установљена током 2009. године, а званично важи од 1. јануара 2010. године. Насеље Нова Варош је самим тим смањено издвајањем дела насеља од кога је настало ново насеље Тиква („Службени гласник Републике Србије“, бр. 129/07). Према попису из 2022. године има 44 становника.